# تونی بروکز (راننده مسابقه)
چارلز آنتونی «تونی» استندیش بروکز (انگلیسی: Charles Anthony "Tony" Standish Brooks؛ زادهٔ ۲۵ فوریهٔ ۱۹۳۲ در داکینفیلد، تیمساید – ۳ مهٔ ۲۰۲۲) رانندهٔ سابق مسابقات اتومبیل‌رانی فرمول یک اهل بریتانیا بود که از فصل ۱۹۵۶ تا ۱۹۶۱ در مجموع در ۳۹ گراند پری شرکت کرد.
بروکز در طول دوران فعالیت خود در فرمول یک ۳ بار مسابقه را از پول پوزیشن آغاز کرد و در ۳ مسابقه موفق شد سریع‌ترین زمان طی یک دور پیست را به نام خود ثبت کند. او در این مسابقات ۱۰ بار بر روی سکو رفت، مجموعاً ۶ بار به پیروزی دست یافت و ۷۵ امتیاز را به نام خود به‌ثبت رساند.